# 1955 en philosophie
Chronologie de la philosophie
- 1951
- 1952
- 1953
- 1954
- 1955
- 1956
- 1957
- 1958
- 1959

L’année 1955 a été marquée, en philosophie, par les événements suivants :

## Publications
- Johan Degenaar : Søren Kierkegaard, 1813-1855. Standpunte 10(2): 63-65.

## Décès
- 10 avril : Pierre Teilhard de Chardin, philosophe français, né en 1881.